# Pancho Aréna
 (mars 2025).
La Pancho Aréna est un stade de football situé à Felcsút, en Hongrie. Le club du Puskás Akadémia FC y joue à domicile. Avec une capacité maximale de 4 500 spectateurs, c'est l'un des plus petits stades du championnat de Hongrie.
Le nom du stade fait référence au surnom donné au joueur Ferenc Puskás durant son passage au Real Madrid : « Pancho », diminutif de « Francisco », la forme espagnole de son prénom.

## Histoire
La construction de la Pancho Aréna débute en 2012 et s'achève en 2014. L'architecte original, Imre Makovecz, étant mort avant le début des travaux, il est remplacé par Tamás Dobrosi.
Felcsút est le village où a grandi le Premier ministre Viktor Orbán, et le stade se situe à proximité de la résidence secondaire qu'il y possède. Bien que le projet soit porté par des entreprises privées, plusieurs possèdent des liens avec le gouvernement et ont remporté des appels d'offres, et le simple fait qu'un village de moins de 2 000 habitants ait été choisi pour abriter un stade à la capacité deux fois supérieure donne lieu à des critiques de la part de l'opposition.
Le match inaugural de la Pancho Aréna est disputé le 21 avril 2014. Il s'agit de la finale de la septième édition de la coupe Puskás, remportée par le Real Madrid face au Puskás Akadémia FC sur le score de un but à zéro. Quelques jours plus tard, le 26 avril, le Puskás Akadémia FC y dispute son premier match de championnat : une défaite 1-3 face au Videoton FC.
En juillet 2014, plusieurs matches du Championnat d'Europe de football des moins de 19 ans se déroulent à la Pancho Aréna.

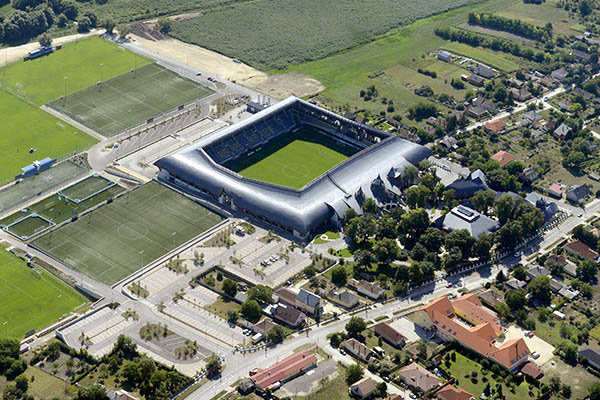
Vue aérienne.
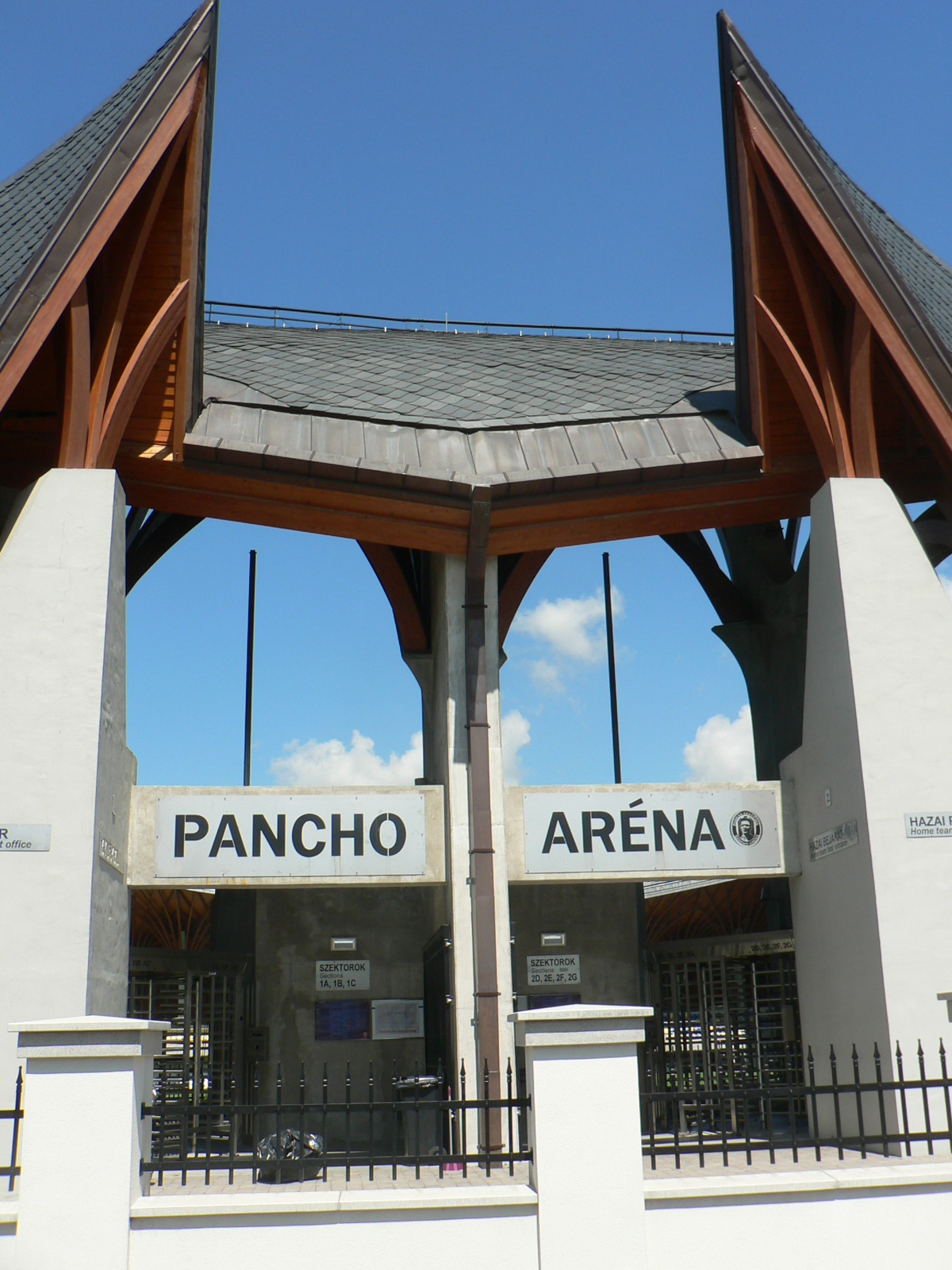
Entré principale.
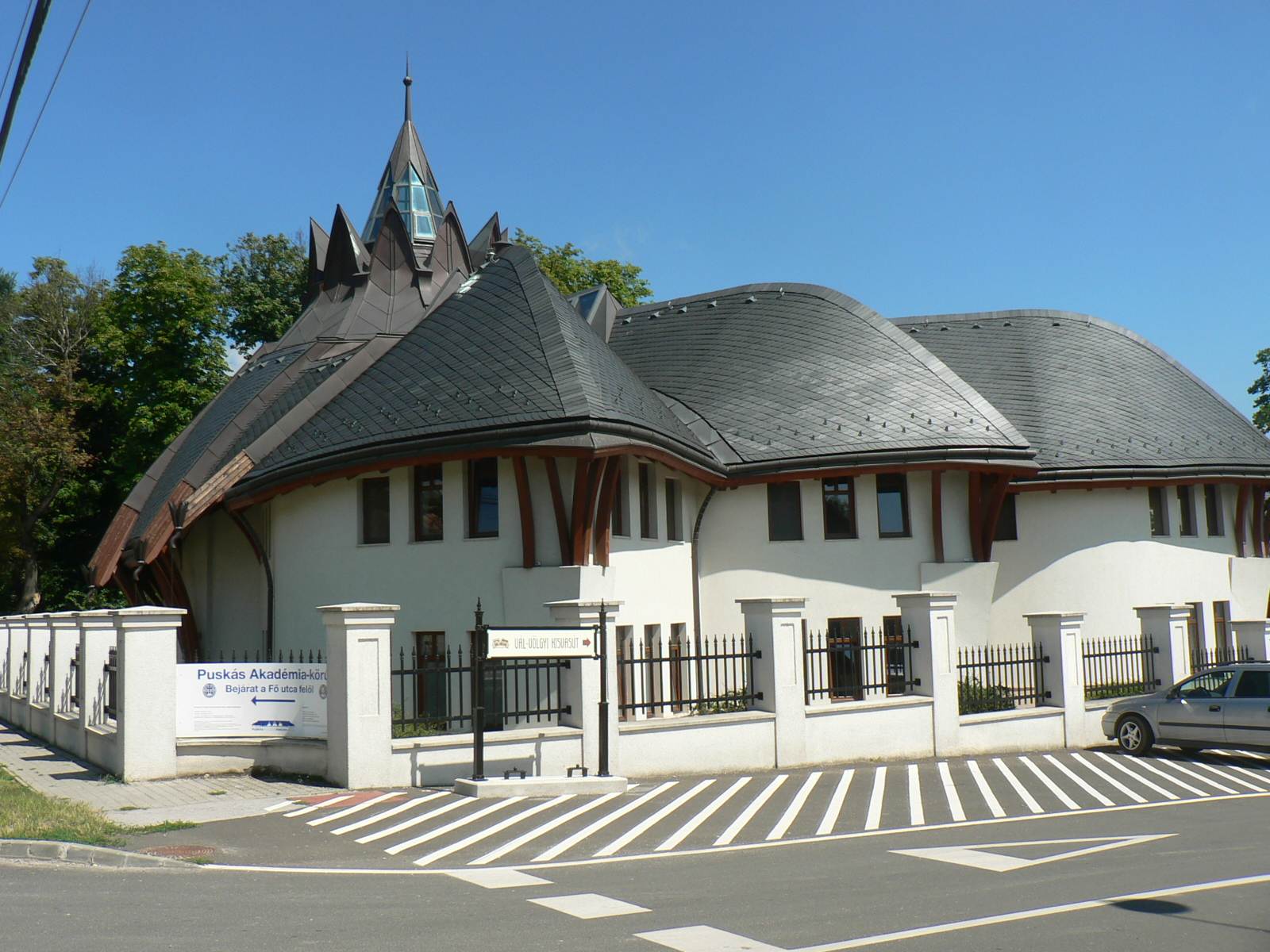
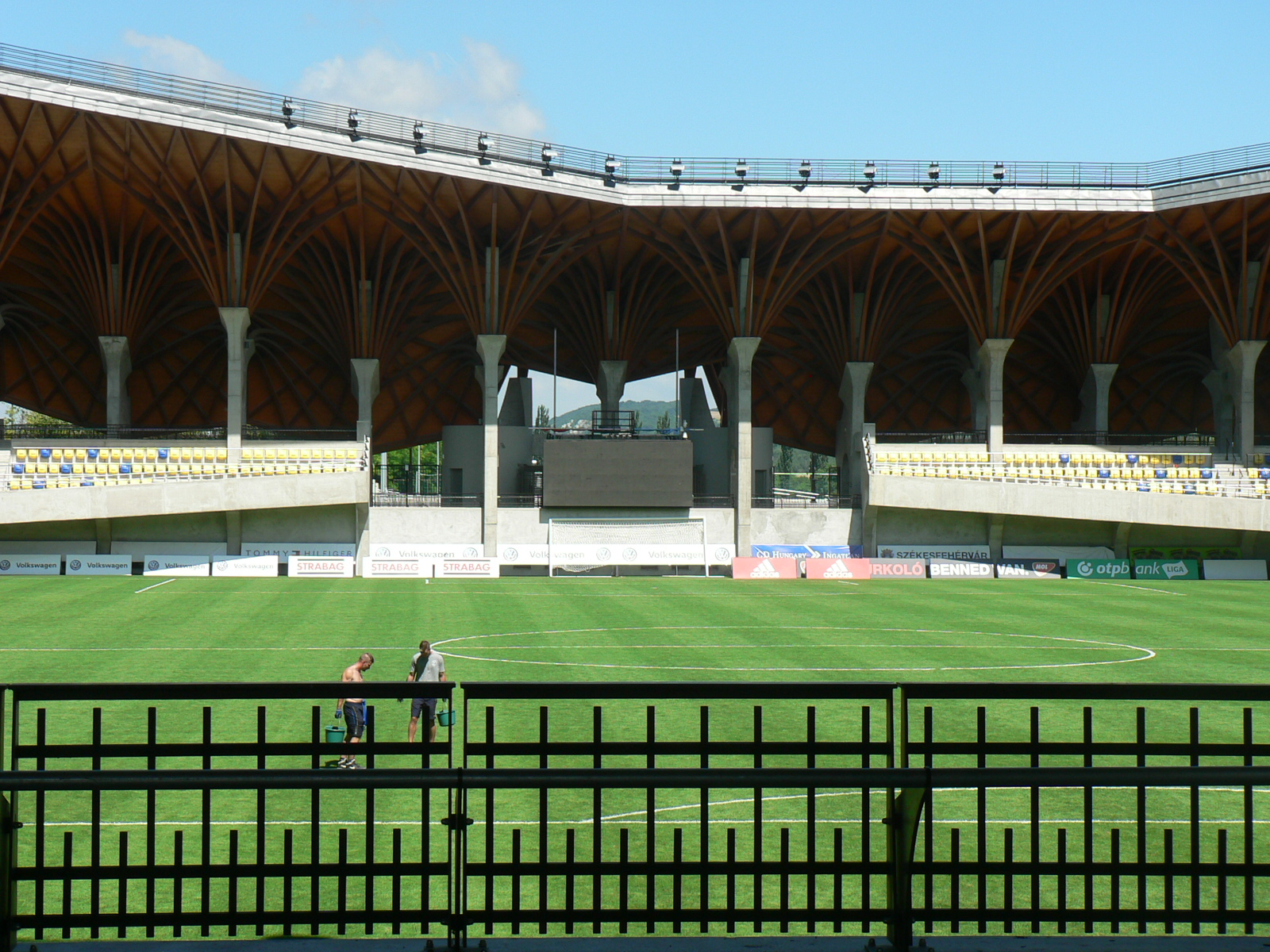
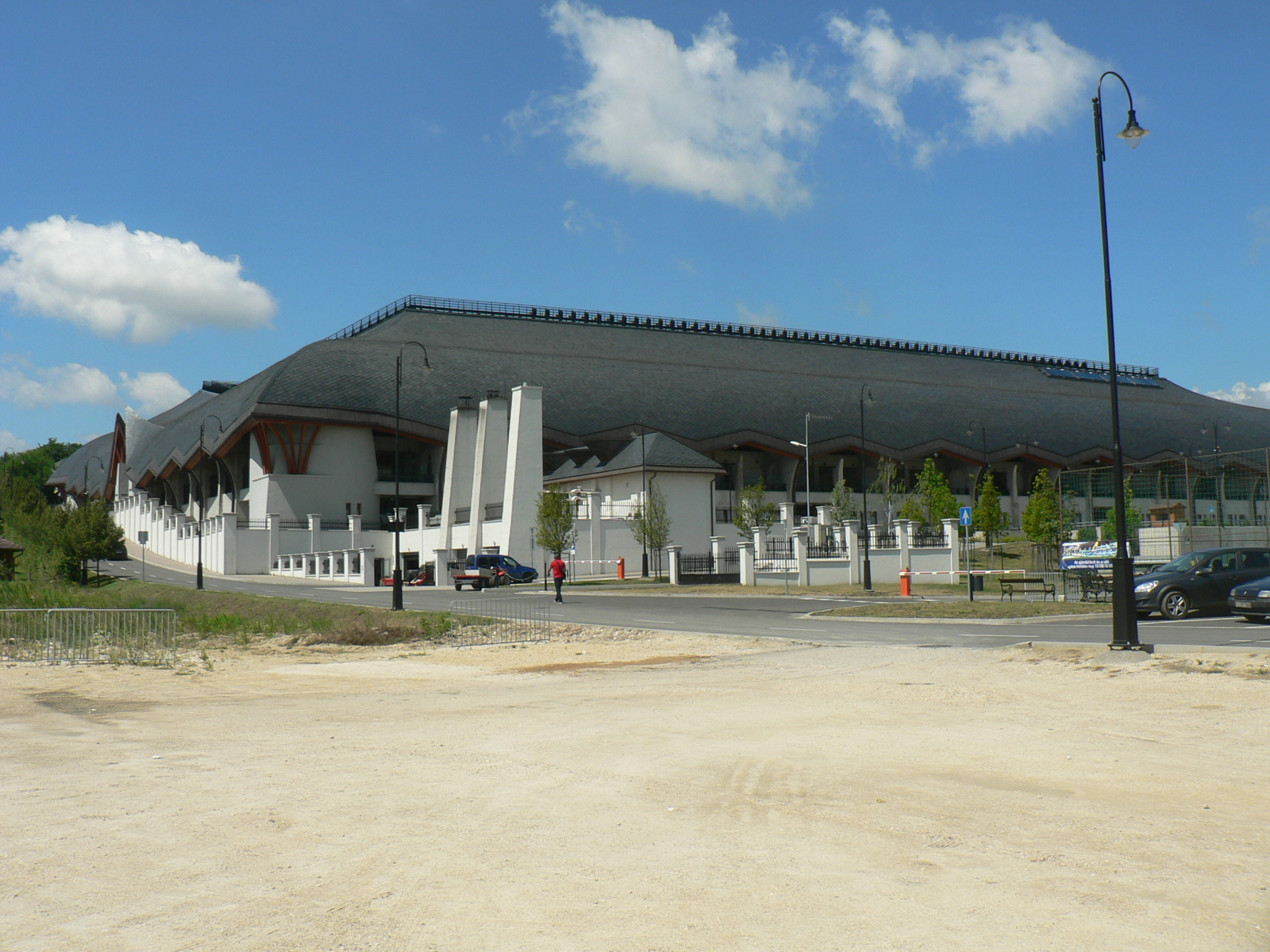
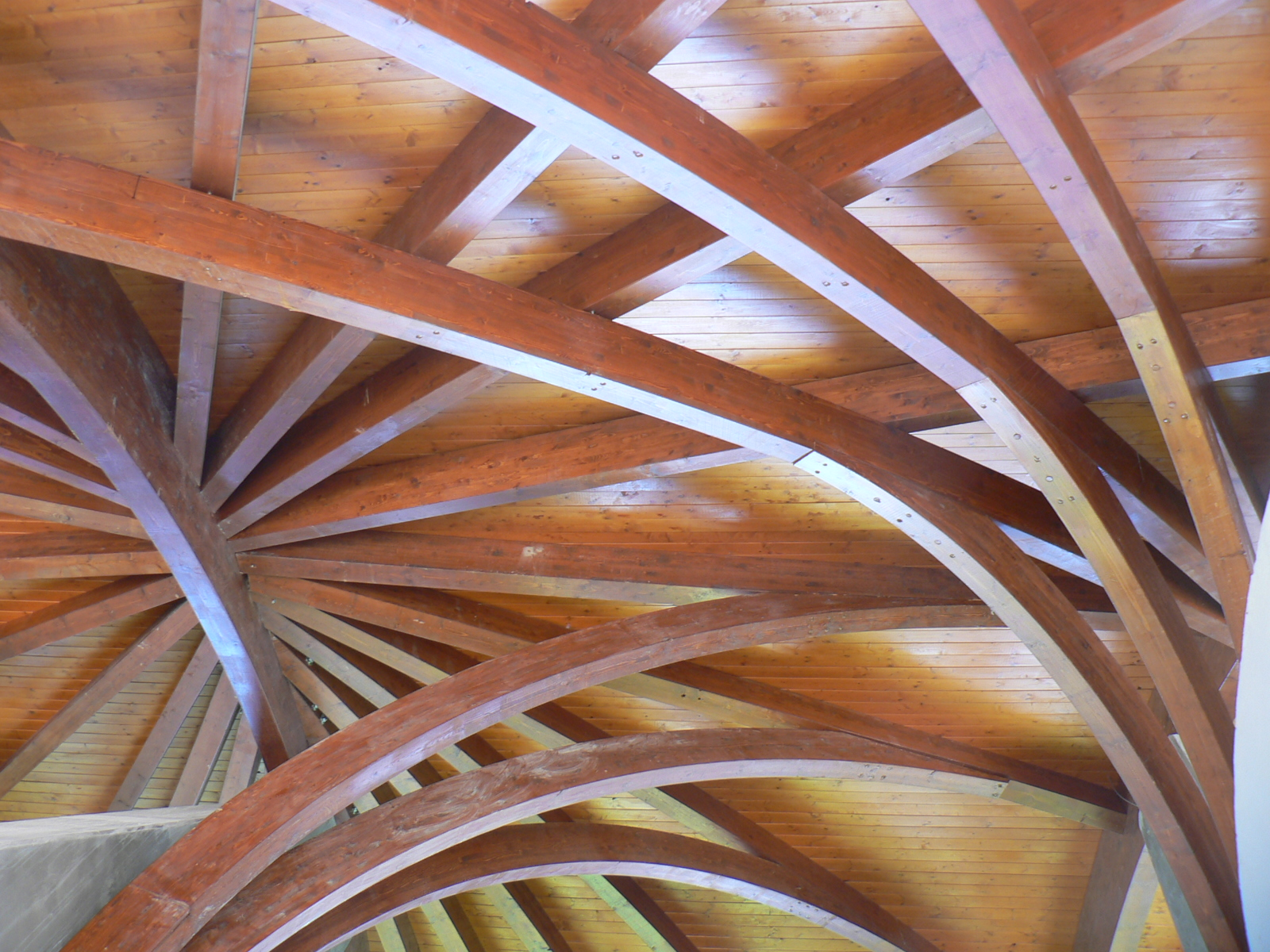
Toîture.